# 林東赫
林東赫（韓語：임동혁，1984年7月25日—）是一位韩国鋼琴家，于2005年蕭邦國際鋼琴比賽獲得第3名。他曾經在韓國國立音樂學院就讀，並於1994年轉至中央音樂學校繼續學習。1998年，他成為俄羅斯莫斯科音樂學院最年輕的學生，師從瑙莫夫（Lev Naumov）。他目前與在朱利亞德學院随伊曼纽尔·艾克斯學習音樂。

## 生涯
林東赫從5歳開始學習鋼琴，曾贏得韓國日報音樂大獎。林東赫在9歲那年，被韓國兒童協會選為年度最佳青年鋼琴家。1994年，他搬到了莫斯科，在莫斯科中央音樂學院學習。他在1998年畢業，並成為莫斯科國立柴可夫斯基音樂學院歷史上最年輕的學生，並繼續他的研究，師從列弗·瑙莫夫。11歲時，他在莫斯科大牧首亞歷克修斯二世和前俄羅斯總統葉利欽面前演出。

## 成就
林東赫曾獲得許多著名獎項。1996年9月，他在莫斯科蕭邦青少年鋼琴大賽獲得佳績，並因此得到國際上的廣泛關注，他也是賽會最年輕的參賽者，他的哥哥林東閔則是並列第一名。2000年，他在義大利布索尼国际钢琴比赛中名列第五名，然後在日本濱松國際鋼琴比賽中獲得第二名的成績。
2001年12月，他成為巴黎瑪格麗特·隆-雅克·蒂博國際鋼琴大賽最年輕的大賽冠軍，同時獲得其他五個特別獎  。
林東赫在2003年拒絕接受布魯塞爾伊丽莎白王后国际音乐比赛第三名的成績，因為他認為評審的判斷不公，引起許多爭議。因此自從伊麗莎白女王音樂大賽在1938年設立以來，第三名第一次從缺，林東赫的名字和成績未出現在官方網站上的首頁。
林東赫於2005年10月在華沙參加了第15屆蕭邦國際鋼琴大賽，最後與他的哥哥林東閔奪得第三名的佳績。然後於2007年6月，他排與同胞選手謝爾蓋·索伯列夫在第13屆莫斯科柴可夫斯基國際音樂比賽名列第四位。

## 演出
林東赫曾在許多地方演出，包括首爾藝術殿堂、莫斯科音樂學院、普莱耶尔音乐厅、巴黎巴黎高等音樂師範學院、華沙瓦津基宮、柏林愛樂廳、倫敦威格摩爾音樂廳、日本別府愛樂音樂廳。他還參加了著名的節日，例如瑞士韋爾比耶，德國魯爾鋼琴節，第57屆肖邦国际钢琴比赛
，法國蒙彼利埃電台藝術節、法國雅各賓鋼琴節、盧加諾阿格里奇節。
他似乎也與知名樂團合作：NHK交響樂團（夏爾·杜特華指導），聖彼得堡愛樂樂團（尤里·捷米爾卡諾夫指挥）、法國國家交響樂團（庫爾特·馬蘇爾指挥）、法國廣播愛樂樂團（勞倫斯·福斯特和鄭明勳指挥）、比利時國家交響樂團（亞歷山大·德米特里耶夫指挥），BBC交響樂團（吉日·拉維克指挥），歐盟青年管弦樂團（弗拉基米尔·阿什肯纳齐指挥）、北方交響樂團（托马斯·策厄特迈尔指挥）、莫斯科交響樂團、新日本爱乐交响乐团、以色列愛樂樂團。
2001年5月，林東赫成為史上與EMI簽訂古典音樂專輯合約的鋼琴家中最年輕的一位。他也獲得Diapason d'Or獎。2002年6月，他的首張專輯在法國發行，包含內容肖邦，舒伯特，拉威爾的“阿格里奇禮物”系列。他的第二張EMI專輯在2004年發行，主打肖邦B小調奏鳴曲和其他小型作品，被授予喬科獎。他的第三張專輯發行於2008年8月，主打巴赫的戈德堡變奏曲和D小調巴赫-布索尼夏康舞曲。

## 个人生活
2009年11月，林東赫母親突然去世，當時他人在馬來西亞。他在2010年2月於首爾藝術殿堂演奏莫里斯·拉威爾悼念公主的帕凡舞曲來紀念母親。

## 外部連結
- 官方网站（英文）